# Бокаюва-ду-Сул
Бокаюва-ду-Сул (порт. Bocaiúva do Sul) — муниципалитет в Бразилии, входит в штат Парана. Составная часть мезорегиона Агломерация Куритиба. Входит в экономико-статистический микрорегион Куритиба. Население составляет 9983 человека на 2006 год. Занимает площадь 826,344 км². Плотность населения — 12,1 чел./км².

## История
Город основан 12 апреля 1871 года.

## Статистика
- Валовой внутренний продукт на 2003 год составляет 48 434 467,00 реалов (данные: Бразильский институт географии и статистики).
- Валовой внутренний продукт на душу населения на 2003 год составляет 5069,02 реалов (данные: Бразильский институт географии и статистики).
- Индекс развития человеческого потенциала на 2000 год составляет 0,719 (данные: Программа развития ООН).

## География
Климат местности: субтропический.